# Aleksandar Aranitović
Aleksandar Aranitović (in serbo Александар Аранитовић?; Belgrado, 24 gennaio 1998) è un cestista serbo; ha un fratello maggiore Petar, anch'egli cestista.

## Palmarès
- Campionato serbo: 1

Stella Rossa Belgrado: 2014-15
- Coppa di Serbia: 3

Mega Leks Belgrado: 2016
Partizan Belgrado: 2018, 2019
- Coppa di Croazia: 1

Cibona Zagabria: 2023